# Imbersago
Imbersago (lombardul: Imbersach vagy Imbersagh) település Olaszországban, Lombardia régióban, Lecco megyében. Lakosainak száma 2483 fő (2023. január 1.). Imbersago Merate, Robbiate, Calco és Villa d’Adda községekkel határos.

## Népesség
A település lakossága az elmúlt években az alábbi módon változott:
| Lakosok száma | 2439 | 2447 | 2483 |
|               | 2017 | 2018 | 2023 |

## Testvérvárosok
- Pont-Évêque, Franciaország, 2003 óta